# Vitrifikace
Vitrifikace (z lat. vitrum sklo a franc. vitrifier) je proces přeměny substance nějakého materiálu ve sklo, tj. tepelná přeměna nekrystalické amorfní látky. U keramických výrobků je vitrifikace v češtině označována jako vypalování, které způsobí odolnost proti průsaku vody.

## Skladování radioaktivního materiálu
Vitrifikace je označení pro uskladnění radioaktivního nebo jiného nebezpečného (obsahujícího těžké kovy, chemikálie, popílky, sklářské kaly) odpadu zatavením do skla, čímž se zamezí šíření odpadu do okolního prostředí. Odpad je při tomto způsobu zpevněn (solidifikace) zalitím do skla. Takto vzniklá frita se následně může odlévat do forem.

## Další využití vitrifikace
- kryobiotechnologie (též kryonika) – k šetrnému uchovávání biologických materiálů, jako např. spermatu